# ادری ویلیامسون
ادری ویلیامسون (انگلیسی: Audrey Williamson; ۲۸ سپتامبر ۱۹۲۶ – ۲۹ آوریل ۲۰۱۰) دونده، و ورزشکار دو و میدانی اهل بریتانیا بود.